# Parabothus amaokai
Parabothus amaokai är en fiskart som beskrevs av Parin, 1983. Parabothus amaokai ingår i släktet Parabothus och familjen tungevarsfiskar. Inga underarter finns listade i Catalogue of Life.